# Ivan Verzolak
Ivan Verzolak, slovenski politik, poslanec in strojni tehnik, * 13. avgust 1944, Škale, † 6. marec 2020, Topolšica.

## Življenjepis
Leta 1992 je bil izvoljen v 1. državni zbor Republike Slovenije; v tem mandatu je bil član naslednjih delovnih teles:
- Komisija za peticije (od 29. oktobra 1993),
- Komisija za žensko politiko (do 17. novembra 1995),
- Komisija za vprašanja invalidov,
- Komisija za volitve, imenovanja in administrativne zadeve (od 24. novembra 1994),
- Odbor za infrastrukturo in okolje,
- Odbor za obrambo (od 24. novembra 1994),
- Odbor za kmetijstvo in gozdarstvo in
- Preiskovalna komisija o politični odgovornosti posameznih nosilcev javnih funkcij za aretacijo, obsodbe ter izvršitev obsodb proti Janezu Janši, Ivanu Borštnerju, Davidu Tasiču in Franciju Zavrlu.